# Liste der Naturdenkmale in Ettenheim
| Naturdenkmale | Anzahl |
| ------------- | ------ |
| FND           | 5      |
| END           | 1      |
| Gesamt        | 6      |

Die Liste der Naturdenkmale in Ettenheim nennt die verordneten Naturdenkmale (ND) der im baden-württembergischen Ortenaukreis liegenden Stadt Ettenheim. In Ettenheim gibt es insgesamt sechs als Naturdenkmal geschützte Objekte, davon fünf flächenhafte Naturdenkmale (FND) und ein Einzelgebilde-Naturdenkmal (END).
Stand: 31. Oktober 2016.

## Flächenhafte Naturdenkmale (FND)
| Name                     | Bild | Kennung     | Einzelheiten | Position | Fläche Hektar | Datum        |
| ------------------------ | ---- | ----------- | ------------ | -------- | ------------- | ------------ |
| Großer Hohstein          |      | 83170260003 | Ettenheim    | ???      | 0,0           | 3. Juli 1956 |
| Katzenstein              |      | 83170260001 | Ettenheim    | ???      | 0,0           | 3. Juli 1956 |
| Kleiner Hohstein         |      | 83170260005 | Ettenheim    | ???      | 0,0           | 3. Juli 1956 |
| Lindenhain               |      | 83170260006 | Ettenheim    | ???      | 0,2           | 3. Juli 1956 |
| Teufelskanzel            |      | 83170260004 | Ettenheim    | ???      | 0,0           | 3. Juli 1956 |
| Legende für Naturdenkmal |      |             |              |          |               |              |

## Einzelgebilde (END)
| Name                     | Bild | Kennung     | Einzelheiten | Position | Fläche Hektar | Datum        |
| ------------------------ | ---- | ----------- | ------------ | -------- | ------------- | ------------ |
| 4 Linden                 |      | 83170260002 | Ettenheim    | ???      | 0,0           | 3. Juli 1956 |
| Legende für Naturdenkmal |      |             |              |          |               |              |